# 이두섭
이두섭(李斗燮, 본명: 이원석, 1955년 1월 8일~ )은 대한민국의 KBS 7기 연기자, 연극배우, 영화배우이다.

## 생애
- 안양예고 출신으로, 1973년 연극배우로 처음 데뷔하였다. 7년 후 1980년 KBS 한국방송공사 공채 7기 탤런트로 정식 데뷔하였고 특히 1983년 KBS 사극 드라마 《개국(開國)》에서 고려 우왕 역으로 일약 유명세를 타게 되었다.
- 1988년 영화 《보릿고개》의 단역으로 영화배우 데뷔하였으며, 이후 용의 눈물에서 한상경, 이직, 도승지 역을 거쳐, 왕과 비에서 홍내관으로 따귀를 많이 맞는 역할로 씬스틸러로서 시청자들의 입에 두루 오르내렸다.(이후 애정의 조건에서 강은파(한가인)의 뒤를 캐러 다니는 회사 부장으로 재미 캐릭터 역할도 맡게 된다.)
- 신돈에서 최만생 역으로 출연 당시에는 마지막에 공민왕(정보석)을 시해하는 조연으로서의 역할도 하였으며, 추노에서 개놈이 역할로 업복이(공형진)에게 총포 기술을 가르쳐주는 역할로서 다수 작품에의 조연 출연하였다.
- 텔레비전 연기자로서 KBS 한국방송공사, MBC 문화방송, SBS 서울방송, EBS 한국교육방송공사의 공중파 텔레비전 드라마에서 조연 내지는 단역을 두루 배역하였고 특히 사극 드라마에 다수 출연한 배우이다.

## 기타 정보
- 같은 KBS 1기 출신 이순재 배우의 생애 첫 주례를 이두섭 배우에게 했다고 한다.
- 과거 안양대학교에서 연기예술에 관한 대학 강사 이력이 있다.
- 탤런트 방송인 가족으로 경향신문 기사에 실린적 있다.(탤런트 이두섭 "방송가족")[2] 
  KBS 탤런트 이두섭, EBS PD 이대섭(동생), KBS 탤런트 김수미라(조카)
- 성주 이씨 문열공파(文烈公派)의 25代孫으로 22代 율정(栗亭) 이종태(1860년)(순천광양구례 삼군수), 23代 원암(遠庵) 이정순(민선면장)의 직계 후손이다.

## 출연작

### 영화
- 1988년 《보릿고개》
- 1992년 《시비시비》
- 2009년 《킬 미》
- 2015년 《헬머니》
- 2018년 《염력》

### 드라마
- 1983년 KBS1 《개국》 - 고려 우왕 역
- 1986년 KBS1 《백마고지》
- 1988년 KBS1 《조선백자 마리아상》
- 1990년~2007년 KBS1 《대추나무 사랑걸렸네》
- 1993년 KBS1 《먼동》
- 1993년 KBS1 《제3공화국》 - 대령 권정달 역
- 1995년 KBS1 《찬란한 여명》
- 1996년 KBS1 《용의 눈물》 - 한상경, 이직, 이문화(도승지) 역
- 1998년 KBS1 《왕과 비》 - 홍내관 홍득경 역
- 2000년 KBS1 《태조왕건》 - 서목 역
- 2001년 KBS2 《명성황후》 - 요시무라 서기관 역(서열3위)
- 2002년 KBS2 《장희빈》 - 숙종의 이내관 역
- 2004년 KBS2 《애정의 조건》 - 김개떡 역(현실의 회사 부장)
- 2005년 MBC 《신돈》 - 최만생 역 - 공민왕 시해
- 2006년 KBS1 《서울 1945》 - 공산당원 역
- 2010년 KBS2 《추노》 - 개놈이 역
- 2010년 SBS 《자이언트》 - 사장 역
- 2010년 MBC 《김수로》
- 2010년 MBC 《로드 넘버원》 - 이장우(소지섭) 아버지 역
- 2010년 MBC 《욕망의 불꽃》 - 대서양 그룹 사내변호사 역
- 2011년 JTBC 《인수대비》 - 윤사흔 역
- 2012년 KBS1 《대왕의 꿈》 - 사진 역
- 2013년 SBS 《결혼의 여신》 - 홍혜정 측 변호사 역
- 2013년 JTBC 《궁중잔혹사 꽃들의 전쟁》 - 조기 역
- 2015년 KBS1 《징비록》 - 서소승태 (사이쇼 죠타이) 역
- 2015년 JTBC 《별이 되어 빛나리》 - 정만복 역